# Opisthacanthus madagascariensis
Espèce
Synonymes
- Opisthacanthus punctulatus Pocock, 1896

Opisthacanthus madagascariensis est une espèce de scorpions de la famille des Hormuridae.

## Distribution
Cette espèce est endémique de Madagascar. Elle se rencontre sur la côte Ouest.

## Description
Le mâle décrit par Lourenço et Goodman en 2006 mesure 61,2 mm et la femelle 68,5 mm.

## Systématique et taxinomie
Opisthacanthus punctulatus a été placée en synonymie par Kraepelin en 1911. Elle est revalidée par Lourenço en 1996 puis resynonymisée par Lourenço et Goodman en 2006par Lourenço et Goodman en 2006.

## Étymologie
Son nom d'espèce, composé de madagascar et du suffixe latin -ensis, « qui vit dans, qui habite », lui a été donné en référence au lieu de sa découverte, Madagascar.

## Publication originale
- Kraepelin, 1894 : Revision der Scorpione. II. Scorpionidae und Bothriuridae. Beiheft zum Jahrbuch der Hamburgischen wissenschaftlichen Anstalten, vol. 11, p. 1-248.